# Литовченко Олексій Ігорович
Олексій Ігорович Литовченко (нар. 15 серпня 1996) — український футболіст, нападник ФК «Кудрівка».

## Життєпис
Вихованець київських клубів «Динамо», «Старт», «Атлет» та ДЮСШ-15.
Першим професіональним клубом у кар'єрі юного нападника стала чернівецька «Буковина». Влітку 2013 року перейшов в «Арсенал», але як і в своєму попередньому клубі, за першу команду не зіграв жодного матчу. У 2014 році грав в аматорському чемпіонаті України за київський «Євробіс-Агробізнес». Навесні та влітку 2017 року виступав за «ДСО-Поділля» в чемпіонаті Тернопільської області та аматорському чемпіонаті України.
У вересні 2017 року підсилив «Ниву». Дебютував у футболці тернопільського клубу 3 вересня 2017 року в переможному (3:2) домашньому поєдинку 10-го туру групи «А» Другої ліги України проти хмельницького «Поділля»: Олексій вийшов на поле на 62-ій хвилині, замінивши Олександра Апанчука. Дебютним голом у професіональному футболі відзначився 30 вересня 2017 року на 30-ій хвилині переможного (2:0) виїзного поєдинку групи «А» Другої ліги України проти «Полісся» з Житомира. Литовченко вийшов на поле в стартовому складі, а на 81-ій хвилині його замінив Юрій Головачук. За два сезони, проведені в «Ниві», у Другій лізі зіграв 36 матчів (14 голів), ще один - у кубку України.
У вересні 2020 року перебрався в «Черкащину», у складі якої дебютував 19 вересня 2020 року в переможному (2:0) виїзному поєдинку 3-го туру групи «Б» Другої ліги проти одеського «Реал Фарма». Олексій вийшов на поле на 46-ій хвилині, замінивши Владислава Кабанюка. Єдиним голом за команду з однойменного регіону відзначився 10 жовтня 2020 року на 85-ій хвилині (реалізував пенальті) переможного (2:0) домашнього поєдинку 6-го туру групи «Б» Другої ліги проти «Миколаєва-2». Литовченко вийшов на поле на 50-ій хвилині, замінивши Юрія Малєя. У першій частині сезону 2020/21 років у Другій лізі зіграв 8 матчів, в яких відзначився 1 голом.
Рід час зимової перерви сезону 2020/21 років опинився в «Гірник-Спорті». У футболці нового клубу дебютував 12 березня 2021 року в нічийному (1:1) домашньому поєдинку 1-го туру Першої ліги проти франківського «Прикарпаття». Олексій вийшов на поле в стартовому складі та відіграв увесь матч.
Виступав за юнацьку збірну України (U-17).